# レジナルド・グッドオール
サー・レジナルド・グッドオール（Sir Reginald Goodall, 1901年7月13日 - 1990年5月5日）は、イギリス出身の指揮者。ワーグナーやブリテン演奏の評価が高い指揮者である。愛称はレジー（Reggie）。

## 出生
グッドオールは1901年にイングランド中部のリンカーン市で出生した。同市の教会オルガニスト兼合唱指揮者であるジョージ・ベネットがワーグナーの愛好家であり、盛んに演奏を行っていたことが、後に強い影響を与えたとも言われている。グッドオールが13歳の時に、市の職員であった父が公文書偽造の罪で投獄されたため、母とともにイギリスを離れ、以後アメリカやカナダを転々とする生活を送る。この間、カナダのハミルトン市にある音楽院で学び、同市近郊の教会でオルガニストを務めたこともある。その後、24歳でイギリスに帰国し、ロンドンの王立音楽大学に入学し、紆余曲折はあったものの指揮科で学んだ。指揮はサー・マルコム・サージェントに師事するものの、スタイルの違いなどもあり、あまり影響を受けなかったといわれている。

## 経歴
グッドオールは王立音楽院在学中からロンドン市内のセント・オールバン教会の第2オルガニストを務めていたが、1929年から同教会の聖歌隊指揮者に就任した。これが指揮者としてのキャリアのスタートとなる。1932年には歴史教師をしていたエリナーと結婚している。
1936年にセント・オールバン教会の職を辞してから、単発的な指揮の仕事を請け負い、サー・トーマス・ビーチャムやハンス・クナッパーツブッシュの副指揮者を務めたこともある。1939年秋にグッドオールは英国ファシスト連盟に入党している。
1939年から1943年まで、ボーンマスのウェセックス・フィルハーモニー管弦楽団で常任指揮者を務め、この間にロンドン・フィルハーモニー管弦楽団を指揮する機会を得るも、これは1度だけの公演に終わる。ウェセックス・フィル辞任後、陸軍に徴兵されたが、半年も経たないうちに神経症となり除隊、1年ほど失業が続いたといわれる。1944年にロンドンのサドラーズ・ウェルズ劇場でコレペティートル（練習指揮者いわゆるコーチ）として採用され、再び音楽の仕事に復帰した。
グッドオール最初の栄光は、ブリテンのオペラ『ピーター・グライムズ』を、サドラーズ・ウェルズ劇場音楽監督のローレンス・コリングウッドを差し置いて、作曲者自身の指名により、1945年7月7日に初演したことであろう。この公演は大成功であり、グッドオールはサドラーズ・ウェルズ劇場バレエ団の音楽監督に任命されている。その後、コヴェント・ガーデン王立歌劇場がデイヴィッド・ウェブスターを総支配人として常設の歌劇場組織となることに合わせて、1946年11月に同劇場の副音楽監督（正式には音楽監督補佐指揮者）として採用されている。
しかし、王立歌劇場の音楽監督はドイツ人のカール・ランクルであったため、グッドオールの望む独墺系の演目は音楽監督のレパートリーとなってしまう不満もあり、対立を深めていった。また、聴衆やオーケストラの団員からの評価も低く、副音楽監督を解任されたうえ、1949年7月にはコレペティトールに降格されている。
コレペティトールに降格後は更に公演回数も減っていたが、この時期にはエーリヒ・クライバーの知己を得て、ベルクの『ヴォツェック』上演をアシストしたり、1951年から1953年を除く1962年まで毎年バイロイト音楽祭に派遣され、ワーグナーに関して研鑽を深めるなど、重要な出来事があった。また、1954年3月5日に地方巡業の公演でワーグナーの『ワルキューレ』を指揮し、これが評価されたことで、再び指揮者に復帰した。この公演は彼がワーグナーの作品を全曲指揮した最初のものである。しかし、指揮者に復帰したものの、聴衆やオーケストラの団員からの不評もあり、1956年秋からは主に歌唱指導を仕事とし、指揮は年に数公演という元の状態に戻った。
1961年にラファエル・クーベリックの後任として、王立歌劇場の第3代音楽監督にゲオルク・ショルティが就任し、それ以降グッドオールが同劇場で指揮をする機会は全くなくなってしまった。背景には、職人的なプロフェッショナリズムを重んじるショルティとグッドオールの不和があるとされるが、他にもグッドオールの政治信条にも原因があると指摘されることもある。
王立歌劇場に移籍後、いわば不遇続きの状態であったグッドオールであったが、一部の音楽評論家やファンの間では根強い支持が存在し、彼を指揮者として登板させないことへの不満が記事として表明されることもあったという。しかし、こうした状況は1968年1月31日、サドラーズ・ウェルズ・オペラ（イングリッシュ・ナショナル・オペラの前身）の総支配人であるステフェン・アーレンがグッドオールを起用したワーグナーの『ニュルンベルクのマイスタージンガー』が大成功をおさめたことで一変し、晩年の栄光が始まる。
グッドオールのワーグナー指揮者としての名声は急速に高まり、1970年1月29日、サドラーズ・ウェルズ・オペラにて『ワルキューレ』を成功させたことで、念願の『ニーベルングの指環』全曲上演を行うことも決定した。彼の成功を無視できなくなった王立歌劇場でも1971年4月21日に『パルジファル』を指揮して、ほぼ9年ぶりに同劇場の舞台に復帰した。
そして、1973年7月31日を初日として、グッドオールは念願であった『ニーベルングの指環』全曲上演を果たし、これを成功させている。この時期には、王立歌劇場の音楽監督は第4代のサー・コリン・デイヴィスに代替わりしており、グッドオールにも『ラインの黄金』、『ワルキューレ』やベートーヴェンの『フィデリオ』を指揮する機会が与えられている。
グッドオールは『トリスタンとイゾルデ』の指揮にも意欲を燃やしたが、王立歌劇場の総支配人ジョン・トゥーリーによる尽力にもかかわらず、同劇場での上演より先に実現したのは、ブライアン・マクマスターを総支配人とするウェールズ・ナショナル・オペラでの上演であった。1979年9月8日に初日を迎えた公演は大成功を収め、同じスタッフによる録音も残されている。また、イングリッシュ・ナショナル・オペラでも1981年8月8日から英語版を指揮している。
1985年には音楽における業績を認められ、サーの称号を贈られている。
1987年8月9日、イングリッシュ・ナショナル・オペラでの『パルジファル』第3幕の公演が最後の舞台となり、1990年5月5日に永眠した。

## 人物
グッドオールは、若い頃から妥協をすることが不得手だったようであり、ウェセックス・フィルハーモニー管弦楽団の常任指揮者辞任も、レパートリーを聴衆受けする内容に出来ずオーケストラと対立したことに起因したとされる。王立歌劇場に移籍後も、気乗りのしないイタリア・オペラを指揮する際に本来の力量を発揮出来ずオーケストラからその偏屈ぶりを揶揄されたというエピソードもある。また歌手の指導の際にも、彼の意に染まない場合には激しい怒りを表したようで、一般的な意味で付き合いやすい人物ではなかったようである。ただ、ワーグナーの音楽に対する忠誠心は並外れたものがあり、これが彼の名声を支えたのであろう。

## 政治信条
1930年代からグッドオールは反ユダヤ主義を公然と口にするようになり、1939年秋にはオズワルド・モズレーが率いる英国ファシスト連盟に入党している。同党は翌年7月のドイツ軍フランス進攻を受け、活動を禁止されたが、彼のドイツびいきは変わらなかったと言われる。1930年代のグッドオールは単発の仕事と妻の収入により生計を立てていたが、こうした仕事は薄給であり、こうした不満とファシズムが合致したという側面を推察することも出来る。彼のワーグナー崇拝とドイツびいきは表裏一体のものであるが、こうした政治信条に反発を抱かれることも少なくなかった。

## コヴェント・ガーデンにおける不遇
グッドオールは、1946年11月に王立歌劇場の副音楽監督として採用されたものの、20年以上も脚光を浴びることがなく、職階的にも一時、指揮者からコーチに降格されていた。
不遇の原因としては、初代音楽監督のカール・ランクルがドイツ人であったため、グッドオールの望む独墺系の演目は音楽監督のレパートリーとなってしまう不満、聴衆やオーケストラの団員からの評価が低かったことが挙げられる。実際、気乗りのしない演目でのグッドオールの指揮の評判は悪かったという。
また、第3代音楽監督のショルティは、彼の意図とは異なる解釈を改めない副指揮者グッドオールを全く評価せず、ほぼ9年間、舞台に起用することはなかった。また、ユダヤ人であるショルティには、反ユダヤ主義を改めないグッドオールを個人的に許せなかったとする俗説もある、このいずれにせよ、こうした状況はサドラーズ・ウェルズ歌劇場総支配人のステフェン・アーレンがグッドオールを起用し、名声を得るまで変わらなかった。
王立歌劇場総支配人のデイヴィッド・ウェブスターもグッドオールのワーグナーに対する力量は認めていたと言われるが、ルーチンの演目をこなす指揮者として活用する方策を思いつかなかったものと思われる。

## ブリテンとの関係
セント・オールバン教会の聖歌隊指揮者の時期にベンジャミン・ブリテンと知り合い、その力量を認められて、ハ長調のテ・デウムの弦楽伴奏版の初演（1936年）を任されている。1945年には、ブリテン自身の指名で『ピーター・グライムズ』の初演を託され、大成功を収めている。しかし、『ルクレティアの凌辱』からの室内楽的な作風に賛同することが出来ず、1947年8月のルツェルン音楽祭において『アルバート・ヘリング』の指揮を断ったことで、2人の蜜月は終了している。

## 代表的録音
極めてテンポの遅い音楽が特徴である。
- ワーグナー：楽劇『トリスタンとイゾルデ』　ウェールズ・ナショナル・オペラ　1980年、1981年　デッカ
- ワーグナー：楽劇『ニュルンベルクのマイスタージンガー』（英語版）サドラーズ・ウェルズ・オペラ　1968年ライブ　Chandos
- ワーグナー：楽劇『ラインの黄金』（英語版）　イングリッシュ・ナショナル・オペラ　1975年ライヴ　EMI
- ワーグナー：楽劇『ワルキューレ』（英語版）　イングリッシュ・ナショナル・オペラ　1975年ライヴ　EMI
- ワーグナー：楽劇『ジークフリート』（英語版）　サドラーズ・ウェルズ・オペラ　1973年ライヴ　EMI
- ワーグナー：楽劇『神々の黄昏』（英語版）　イングリッシュ・ナショナル・オペラ　1977年ライヴ　EMI
- ワーグナー：舞台神聖祝典劇『パルジファル』　ウェールズ・ナショナル・オペラ　1984年　EMI
- ワーグナー：舞台神聖祝典劇『パルジファル』　ロイヤル・オペラ・ハウス　1971年　歌劇場自主制作

## 関連文献
- 山崎浩太郎　『クライバーが讃え、ショルティが恐れた男』洋泉社　ISBN 4-89691-675-1